# SIGUA
SIGUA (acrónimo de Sistema de Información Geográfica de la Universidad de Alicante) es un SIG especializado en la gestión de espacios universitarios. Se inició como un proyecto de investigación universitario en 1997, y actualmente es un servicio que ofrece información utilizando diferentes recursos telemáticos.
En sus inicios se utilizó la tecnología SIG existente en aquellos momentos, basadas en soluciones software comercial. Actualmente todos los recursos utilizados por SIGUA han sido diseñados utilizando exclusivamente programas y librerías informáticas de código abierto. El núcleo principal del sistema es un gestor de base de datos relacional (RDBMS) PostgreSQL, que utiliza la extensión geográfica PostGIS para la funcionalidad geométrica.

## Principios
SIGUA está basado en un concepto muy simple, la codificación de espacios, de forma que cualquier estancia de la universidad tenga un código único que le permita diferenciarse del resto. Esta codificación está basada en un tesauro espacial. Consta de nueve dígitos que indican la jerarquía espacial de un espacio. Estos códigos son:
- Los 2 primeros hacen referencia al número de campus o sede universitaria. Rango de valores: de 00 a 99
- Los 2 siguientes indican el número de edificio dentro de dicho campus. Rango de valores: de 00 a 99
- Los 2 siguientes son de texto e indican la planta en que se encuentra. Rango de valores: PB (planta baja), P1, P2, P<nº planta> y PS (planta sótano)
- Los 3 últimos dígitos indican la estancia dentro de esa planta de edificio.

Sobre cada estancia se recoge, además de su código, dos datos más:
- El uso o actividad al que se dedica la estancia (docencia, despacho, investigación, etc.)
- La adscripción, dependencia o propiedad con respecto a un órgano universitario (departamento docente o unidad administratica

## Fundamentos tecnológicos
El uso de un gestor de base de datos como PostgreSQL ha permitido desarrollar varias soluciones utilizando diferentes técnicas y lenguajes de programación. Para la difusión de contenidos se utiliza el portal web  basado en el servidor Apache. Se han desarrollado multitud de funciones del servidor escritas en SQL, Pl/pgSQL.
Con el fin de centralizar los esfuerzos de gestión y actualización del sistema se creó la herramienta SiguAdmin, desarrollada en .NET.

## Cartografía
Como cualquier SIG, SIGUA utiliza cartografía digital de campus y edificios que son introducidos en la base de datos espacial PostgreSQL, que es finalmente almacenada en tablas geográficas donde la geometría se almacena en una columna especial en forma de sentencias WKB. Esta cartografía es consumida en el servidor web haciendo uso de MapServer, como servicio de mapas, y la extensión de MapScript para la funcionalidad cartográfica dentro del lenguaje PHP. En otras aplicaciones, principalmente de escritorio se hace uso de la librería SharpMap basada en .NET 2.0

## Servicios
Inicialmente fue concebido como un inventario catastral de los recursos espaciales, pero el devenir del tiempo ha derivado en un conjunto de servicios que a grandes rasgos se pueden resumir en:
- Servicios para los alumnos:
  - Búsqueda de personal numerario
  - Búsqueda de estancias universitarias (despachos, salas, aulas, etc.)
  - Servicios personalizados para el consumo de cartografía interoperable basada en los estándares del Open Geospatial Consortium OGC

- Para administradores del sistema:
  - Aplicaciones para el mantenimiento de datos
  - Cartografía personalizada
  - Gestión de la los carteles de indicación de los departamentos docentes o unidades administrativas

- Para los órganos de gobierno de la universidad:
  - Estadísticas personalizadas sobre ocupación del suelo, organización del personal
  - Acceso a información restringida
  - Simulación de sucesos motivados por redistribución de personal, creación de nuevos edificios, etc.

- Para organizaciones universitarias específicas:
  - Preparación de servicios web personalizados

- Para colectivos específicos
  - Cartografía temática adaptada a la tipología de usuarios (discapacitados, mantenimiento, etc.)

- Otros servicios
  - Convocatorias de reuniones basada en mensajería con contenido espacial (SiguaMail)
  - Integración con otros servicios consolidados en la universidad (aplicación docente Universitas XXI, portal corporativo Campus Virtual, etc.)

## Transferencia tecnológica
Con el fin de difundir una solución para gestionar de forma racional los recursos espaciales de las universidades se ha creado una red tecnológica para la transferencia de tecnología. En esta red, denominada Sigua.NET, se podrán afiliar todas aquellas entidades que quieran disponer de esta tecnología y deseen compartir experiencias y resultados. Dado que SIGUA está diseñado con librerías y programas informáticos de código abierto, la filiación a la red es completamente libre, otorgándole el derecho a disponer del código fuente de las aplicaciones utilizadas en SIGUA.